# 매직 트랙패드
매직 트랙패드(영어: Magic Trackpad)는 애플에서 생산, 판매하는 데스크톱 컴퓨터용 멀티터치 트랙패드이다. 2010년 7월 27일에 출시되었다. 맥북에 탑재되어 있는 트랙패드를 데스크톱을 위해 만든 것으로 트랙패드의 모든 기능을 지원한다. 블루투스 무선 기술을 통해 연결되며 모든 매킨토시에 연결할 수 있다. AA 배터리 2개를 사용한다. Mac OS X 스노 레퍼드 v10.6.4 및 최신 소프트웨어 업데이트가 필요하다.

## 기능
매직 트랙패드의 표면은 맥북의 트랙패드와 같은 재질로 이루어져 있다. 그러나 트랙패드보다 80%나 더 크며 매킨토시 데스크톱을 위해 제공되는 애플 무선 키보드와 각도, 높이가 같다는 점이 트랙패드와 다르다. 트랙패드는 맥북에는 수평으로 달려 있다(반면 매직 트랙패드는 기울어져 있음). 또한 터치면 이외는 알루미늄으로 이루어져 있어 애플 와이어리스 키보드와 어울리도록 설계되었다.
매직 마우스에 비해 더 많은 멀티터치 기능을 제공하므로 더 앞섰다는 평가를 받기도 한다. 그러나 매직 트랙패드가 마우스를 대체할 수 있을 것이라는 주장에는 보통 회의적이다. 한편, 애플이 마우스를 소비자에게 선보인 첫 기업이었고 그 이후로 마우스가 보편적인 입력 도구가 되었다. 이 때문에 매직 트랙패드 출시 이후 일부 언론들은 매직 트랙패드가 입력 도구에 다시 한 번 큰 혁신을 가져오게 될 지 점치기도 하였다. 매킨토시 데스크톱 사용자에게도 멀티터치를 완전히 사용할 수 있는 길을 열어주었다는 데에 그 의미가 있다.
애플은 매직 트랙패드(와 AA 건전지를 사용하는 다른 무선 기기)를 위해서 2010년 7월 27일 애플 배터리 충전기를 출시하기도 했다(미국 기준, 한국에는 더 늦게 출시됨). 애플 배터리 충전기는 산요의 Eneloop HR-3UTG 1.2V 1900mAh 6개와 충전기 1개로 구성된다. 애플에 따르면 이 충전기는 완충된 상태에서 소모 전력이 30mW로 일반적 수준(315 mW)에 비해 10배 적으며 타사의 AA NIiMH 충전지도 사용할 수 있다고 한다. 충전지는 최대 10년까지 사용할 수 있으며 1년 간 사용하지 않아도 충전 용량의 최대 80%를 유지할 수 있다고 한다.